# Pseudoperiboeum subarmatum
Pseudoperiboeum subarmatum är en skalbaggsart som beskrevs av Linsley 1935. Pseudoperiboeum subarmatum ingår i släktet Pseudoperiboeum och familjen långhorningar. Inga underarter finns listade i Catalogue of Life.